# Рамзай, Уильям
Уильям Рамза́й (Рэ́мзи, англ. Sir William Ramsay; 2 октября 1852, Глазго — 23 июля 1916, Хай-Уиком) — шотландский британский химик и физик, лауреат Нобелевской премии по химии 1904 года. Открыл неон, аргон, криптон, ксенон и показал, что они с гелием и радоном формируют отдельную группу новых элементов — инертные газы.
Член Лондонского королевского общества (1888), иностранный член Парижской академии наук (1910; корреспондент с 1895), иностранный член-корреспондент (1901) и почётный член Петербургской академии наук.

## Биография
Уильям Рамзай родился 2 октября 1852 года в Глазго.
Дед Уильяма Рамзая был химиком, работал в фирме, которая занималась изготовлением различных химических продуктов для красильщиков, например, производством древесного спирта, турнбулевой сини и т. п. Кроме того, он занимался и практическими исследованиями, одним из первых стал использовать двухромовокислый калий. Основал в Глазго первое химическое общество и стал его президентом. Женился на своей двоюродной сестре Елизавете Кромби, у них было четверо детей.
Отец Рамзая окончил университет Глазго, работал инженером железнодорожного транспорта. Был женат на Кэтрин Робертсон.
Дядей Уильяма Рамзая был известный геолог сэр Эндрю Рамзай.
До десяти лет Уильям Рамзай посещал подготовительную школу, где изучал английский, французский, латинский языки, а также арифметику. Кроме того, в юные годы он занимался музыкой и очень любил футбол. С 1862 года Рамзай учился в Академии Глазго, а через четыре года поступил в университет.
Химией Уильям Рамзай увлекся после прочтения книги Грэма. Отец подарил Рамзаю в небольших количествах бертолетову соль, фосфор, серную кислоту и химическую посуду, и будущий ученый в домашней лаборатории начал проводить первые эксперименты, получал простые вещества типа кислорода и водорода, научился выдувать простые сосуды из стекла.
В 16 лет Уильям Рамзай окончательно выбрал профессию химика. В 1869 году он прослушал курс лекций по химии профессоров Т. Андерсона и Д. Фергюсона, одновременно с этим работал в лаборатории Р. Тетлока, где изучал курс качественного и количественного анализа. В конце 1870 года Рамзай уехал в Германию, где начал работать в лаборатории Р. Бунзена, однако франко-прусская война вынудила его вернуться домой. С 7 ноября 1870 года начал слушать курс лекций Уильяма Томсона (лорда Кельвина) по натурфилософии.
Кроме химии ученый много времени посвятил изучению языков, в том числе норвежскому, итальянскому, латинскому.
С 1871 года Уильям Рамзай начал работу в Германии по исследованию толуоловых кислот под руководством химика-органика Вильгельма Фиттига. В 1872 году Рамзай защитил диссертацию по теме «Исследования толуоловой и нитротолуоловой кислот» и стал доктором философии. Затем вернулся в Глазго, где много времени посвятил преподавательской деятельности.
В августе 1881 года Уильям Рамзай женился на Маргарет Буханан.
В марте 1910 Рамзай ушел в отставку из университетского колледжа, но продолжил научные исследования в домашней лаборатории.
Во время своих экспериментов ученый неоднократно подвергался радиоактивному облучению, в результате чего болел раком. В конце 1915 года Рамзаю была сделана операция, которая не принесла ему облегчения. 23 июля 1916 года Рамзай скончался.

## Научная деятельность

### Работы по органической химии
С 1871 года Уильям Рамзай исследовал толуоловые и пиридиновые кислоты. Он первым получил из пиколина пиколиновую кислоту, а также альфа- и бета- дикарбопиридиновые кислоты и изучил их свойства. В октябре 1876 года вышла работа Рамзая, в которой описан метод получения пиридина из ацетилена и цианистой кислоты, а через год Рамзай приехал во Францию и выступил на заседании собрания Французской ассоциации с сообщением «О соединениях пиридина». В 1878 году была опубликована работа Рамзая по исследованию физиологических свойств пиридиновых оснований и их солей, выполненная вместе с профессором физиологии Дж. МакКендриком. Также ученые проводили опыты по химии некоторых анестезирующих веществ.

### Физико-химические исследования
В 1878 году вышла работа Рамзая «О микроареометре», посвященная изучению вязкости растворов солей. В 80-е годы XIX века ученый занимался изучением капиллярности эфиров при высоких температурах, разработкой методик синтеза метилфторида, измерениями термических констант воды, исследованием химических свойств гидросульфидов и определением весов металлов в ртутных растворах. Вместе с Джоном Шильдсом Уильям Рамзай разработал прибор, с помощью которого в течение долгого времени в лабораториях измеряли поверхностное натяжение.
С 1884 по 1895 год Рамзай и Юнг опубликовали 35 совместных работ, которые были связаны с их совместным исследованием критических явлений, взаимосвязи испарения и диссоциации и других проблем фазового равновесия. Многие из них попали в серию публикации «On evaporation and dissociation». Также ученые вывели уравнение зависимости температуры от давления при постоянном объёме. Кроме того, они первыми изучили важную для промышленности реакцию образования аммиака с точки зрения химического равновесия и установили причины смещения равновесия в ту или иную сторону. Свои выводы ученые опубликовали в статье «The Decomposition of Ammonia by Heat».
В 1889 Рамзай опубликовал работу «The molecular weights of the metals», связанную с определением молекулярных весов металлов в растворе ртути методом измерения точек кипения ртути в зависимости от добавок металла.

### Открытие инертных газов
С 1890 года Рамзай начал серьёзное изучение газов атмосферы. В 1894 году Уильям Рамзай встретился с Рэлеем для обсуждения проблем, связанных с различиями в массе азота, полученного из атмосферы разными способами. Ученые начали совместные исследования и в апреле 1894 года установили наличие в атмосфере нового газа — аргона. Первое публичное заявление о своём открытии Рамзай и Рэлей сделали 13 августа 1894 в Оксфорде на заседании Британской ассоциации, однако научное сообщество критически отнеслось к их докладу. В течение полугода ученые дорабатывали и проверяли свои исследования и окончательно объявили об открытии аргона 31 января 1895 в Лондонском университете на собрании Королевского общества, а 28 марта 1895 года вышла научная публикация «Аргон — новая составная часть атмосферы».
Рамзай предсказал существование других инертных газов и вёл активную работу по их поиску и выделению. Опыты с минералом клевеитом привели его к обнаружению гелия на Земле в марте 1895 года, о чём появляется сообщение «Helium, a constituent of certain minerals». А уже через три года на заседании Королевского общества Рамзай объявил об открытии криптона. Летом этого же года им открыты неон и ксенон.
В 1904 году Уильям Рамзай получил Нобелевскую премию по химии за открытие благородных газов.

### Работы по изучению радиоактивности
Рамзая очень заинтересовало обнаруженное в то время явление радиоактивности, и в 1896 году он посетил лабораторию Беккереля. С этого же момента он активно сотрудничал с Содди: ученые исследовали эманацию радия в гелий. В 1904 году вышла совместная работа Рамзая и Содди «Experiments in Radioactivity, and the production of Helium from Radium», доказывающая, что в процессе альфа-распада выделяется гелий.

## Педагогическая деятельность
После возвращения в Глазго в октябре 1872 года Рамзай занял должность ассистента профессора прикладной химии Г. Бишофа при «Колледже Андерсона». Как преподаватель Рамзай пользовался большим авторитетом и популярностью.
В 1880 году он принял приглашение из университета в Бристоле и вел в этом университете лекции и практические занятия. 28 сентября 1881 года ученый был избран деканом факультета. В это же время Рамзай пишет книгу для студентов первого курса «Основы химической теории для начинающих», в которой описан ряд количественных экспериментов.
В 1887 году он был приглашен на кафедру химии при университетском колледже в Лондон.
Рамзай первым принимает периодический закон как основу для преподавания общей и неорганической химии и в 1891 году выходит его учебник «Система неорганической химии».

## Основные работы
- Elementary systematic chemistry. 1891.
- The gases of atmosphere, the history of their discovery. 1896.
- Modern chemistry. 1900.
- Introduction to the study of physical chemistry. 1904.
- Elements and electrons. 1913.
- Очерки биографические и химические. 1908.
- Гипотеза молекулярной конфигурации в трех измерениях. 1916.

## Награды и отличия
- Медаль Дэви (1895)
- Медаль Барнарда (1895)
- Медаль Маттеуччи (1907)
- Медаль Эллиота Крессона (1913)
- В 1970 году Международный астрономический союз присвоил имя Уильяма Рамзая кратеру на обратной стороне Луны.